# 日本職業摔角
日本職業摔角起於第二次世界大戰之後，由職業摔角發源地美洲推廣到日本，但是一開始並不流行；直到1951年第一位日本摔角巨星力道山的出現，才讓這個運動開始流行起來，成為普羅大眾都知道的一項職業運動。

## 相關團體
- 國際摔角
- 日本職業摔角協會
- 新日本職業摔角
- 全日本職業摔角
- Pro Wrestling NOAH